# Suma (Orang-Utan)
Suma (* 1953 in Sumatra; † September 2006 in Osnabrück) war ein weiblicher Borneo-Orang-Utan (Pongo pygmaeus), der im Dresdner und Osnabrücker Zoo lebte und bei den Besuchern als Publikumsliebling galt.

## Leben
Suma wurde 1953 auf der indonesischen Insel Sumatra in freier Wildbahn geboren. Sie gelangte als Wildfang 1959 in den Dresdner Zoo, in dem mit ihr Nachzuchten (unter anderem im Jahr 1965) erfolgten, ehe sie sich Jahrzehnte später nicht mehr mit ihren Artgenossen vertrug. Daraufhin wurde Suma im März 1992 an den Zoologischen Garten von Osnabrück abgegeben. Dort diente sie dem circa 18 Jahre jüngeren Buschi (* 21. Dezember 1971 in Osnabrück) als Partnertier. Das Orang-Utan-Männchen lebte dort nach dem Tod seiner Mutter verwaist. Die beiden Artgenossen akzeptierten sich gegenseitig. Suma versuchte an den Lernspielen mit Tierpflegern teilzunehmen und Buschis Futtertricks zu imitieren, gelangte jedoch nicht auf sein Übungsniveau. Dadurch, dass Suma im Gegensatz zu Buschi in der Wildnis geboren und aufgewachsen war, galt sie Tierpflegern gegenüber als verschlossen.
Am 27. September 2006 gab der Osnabrücker Zoo bekannt, dass Suma aufgrund von Altersschwäche eine Woche zuvor eingeschläfert worden war. Zum Zeitpunkt seines Ablebens galt das Tier nach dem Zuchtbuch mit 53 Jahren als ältester in einem europäischen Zoo lebender Orang-Utan. In ihren letzten Lebensjahren hatte Suma unter einer Decke versteckt in ihrem Nest gesessen und die Außenwelt beobachtet. Das verbliebene Männchen Buschi habe auf den Tod seiner Partnerin missmutig, abgeneigt und verschlossen reagiert und wollte weder mit seinen Pflegern spielen noch sich streicheln lassen. Nach einem Trauerjahr wurde am 2. Juli 2007 als neues Partnertier die Orang-Utan-Dame Astrid aus Antwerpen in den Osnabrücker Zoo geholt.